# Казимське повстання
Казимське повстання — низка повстань хантів та ненців з 1931 до 1934 року проти політики радянізації без врахування національної специфіки, ліквідації старовинних традицій, побуту та внутрішнього устрою місцевих громад з боку Радянської Росії. Стало боротьбою хантів за збереження своєю етнічної ідентичності проти прихованої спроби русіфікації. Є першим прикладом організованого опору корінних народів Півночі проти політики радянської влади стосовно народів Сибіру.

## Передумови
Племена хантів (тоді називалися остяками) мешкали у басейні річки Казим, притоку Обі. У XIV–XVI ст. тут існувало самостійне Казимське князівство. Після його підкорення Московським царством у казимських хантів зберігалися старовинні традиції й звичаї (при одночаснім прийнятті християнства), а ясак на користь московського уряду й далі зберігали казимські князі та їх нащадки. Замість князівства утворився Казимський ясачний округ Березовського повіту Сибірської губернії. Така ситуація зберегалася до кінця XVIII ст.
Втім, система збору ясака з місцевого населення зі збереженням внутрішньої автономії казимських хантів зберігалася до 1917 року, коли Російська імперія припинила своє існування. В часи Громадянської війни в Росії ханти й далі зберігали свої звичаї та свободи — війська Колчака та Червоної Армії слабко втручали у справи казимських хантів. В часи коренізації навіть посилився соціально-культурний розвиток хантів.
У 1930 році утворюється Остяк-Вогульський національний округ з метою начебто надання більших можливостей для розвитку остяків (хантів) та вогулів (мансі). На території казимських хантів утворюється Казимська тубільна рада Березовського району. Втім такі дії були спрямовані на поступове посилення контролю держави (Радянської Росії) над усіма сторонами життєдіяльності місцевого населення.
У 1931 році за рішенням Комітету Півночі при ВЦВК СРСР в Амнінських юртах на р. Казим завершено будівництво культбази. В її завдання входило «підняття культурно-політичного рівня відсталих тубільних народностей, підвищення їх матеріального економічного стану, впровадження радянізації в тундрі, робота з біднотою по відриву її від куркульсько-шаманського впливу та економічної залежності». Все це викликало значне невдоволення хантів, які розглядали такі дії як наступ на свої прадавні права та звичаї.

## Перебіг подій

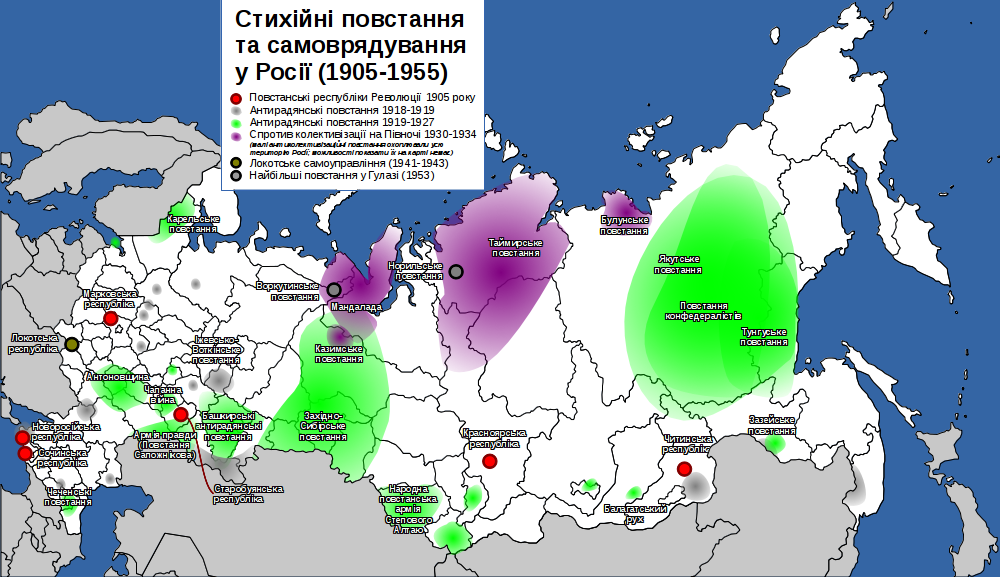
Територія, охоплена Казимським повстанням, на карті стихійних повстань у Росії

У грудні 1931 року колишнім головою Полноватської тубільної ради І. Єрниховим в гирлі р. Вош-юган скликаний схід остяків і ненців Казимської тундри. Було заявлено, що відтоді, як на Казимі побудували культбазу, тубільцям стало жити неможливо, росіяни стали тубільців утискати: відбирати оленів, насильно змушувати заготовляти і здавати хутро та рибу, возити ліс, чого раніше не було, багатих і почесних людей позбавили виборчих прав і стали не допускати на зібрання, дітей стали відбирати в школу для того, щоб позбавити можливості батьків добувати хутро і заробляти собі хліб. Було вирішено чинити спротив росіянам, що підтримали шамани Молданови, принісши жертву духам (лунхам) 15 оленів. Проте фактичним натхненником виступу був шаман М. Молданов.
28 грудня того ж року 150 озброєних хантів виступили з Хуллора двома групами: перша у 50 осіб, попрямувала в Амню, забрала з культбази дітей і висунувши вимогу негайно закрити школу. Друга, що налічувала понад 100 осіб, рушила до Повновату для з'єднання з загонами обських і куноватських хантів. У 20 км від Повновата казимський загін був зустрінутий 4 радянськими працівниками з м. Березов. Районні чиновники зуміли переконати повсталих вирушити на культбазу і там розв'язати всі питання.
8 січня 1932 року в Амні відбулися перемовини на культбазі, в результаті якого ханти домоглися виконання більшості своїх вимог, зокрема було переобрано тубільську раду, головою якої став П. Спирідонов. Такими діями радянська влада зуміла на тривалий час заспокоїти місцеве населення, більшість яких роз'їхалося по стійбищах у листопаді-грудні 1932 року. Проте ОГПУ почала готувати для арешту усіх організаторів та активістів казимських хантів. У липні 1932 року керівництво культбази було змінено, її очолив О. Шершнєв, який став проводити активну прорадянську політику.
У січні 1933 року І. Єрнихов з 10 лідерами казимців внаслідок загрози арешту втекли з Казима, проте чекістам вдалося арештувати 4 активістів: П. Тарліна, М. Каксіна, І. Молданова, Т. Молданова. Втім, на нараді у Свердловську у березні того ж року відмічалася складна ситуація у Казимській тубільній раді внаслідок дій «кулаків та шаманів». Ханти та ненці на чолі з М. Молдановим та Виллою Атлета після арешту своїх ватажків вирішило перейти до збройного виступу проти росіян.
Навесні 1933 року з ініціативи культбази з Казимского інтегрального товариства була організована рибальська бригада з хантів і росіян, яку була спрямована послана на оз. Нум-Те на лов риби. Проте працівники культбази не врахували, що на озері є святий острів ненців, що своєю чергою викликало значне невдоволення останніх. 23 квітня ненці стали проганяти бригаду рибалок з оз. Нум-То, загрожуючи спалити культбазу і вимагаючи звільнення 4 остяцьких (хантиських) «куркулів», заарештованих ОГПУ в зв'язку з казимськими подіями зими 1931–1932 років.
Незабаром в стійбище І.Тарліна на р. Лямін шамани оголосили, що скоро підійдуть пароплави Білої армії і червоні відступлять. Восени у святилищі Лунх-Хот відбулося ворожіння шаманів, які оголосили про швидке повалення радянської влади, а поки потрібно відступити у глиб тундри. Також шамани Молданов-Хромий та Молчанов-Великий заявили про необхідність об'єднання хантів та ненців, загальний з'їзд яких оголошено у верхів'ях річки Казим.
У листопаді 1933 року відбулися збори 80 родин хантів та ненців у святилищі Тор-Хон-юх-пай, де прийнято рішення вимагати у радянських органів влади закрити усі лавки, заборонити ловлю на оз. Нум-То, звільнити заарештованих ОГПУ. Головою повсталих обрано Є. Вандимова.
У грудні 1933 році на перемовини з повсталими прибув голова Березовського райвиконкому П. Астраханцев з представника Уралобкому, ОГПУ та Казимської культбази, Амнінського інтегрального товариства. Але перемовини не дали результату, тому радянських чиновників було схоплено й наступного дня страчено. Після цього прийнято рішення йти на базу біля оз. Нум-То, але цьому завадила звістка про прибуття на Казимську культбазу співробітників ОГПУ. Повстанці прийняли рішення розділитися: ненці на чолі із Виллою Атлета повернулися до своїх юрт, інші відступили у глиб — до Надимської тундри.
Водночас навколо м. Повноват місцеві ханти почали готуватися до повстання, але прибуття зі Свердловська загонів ОГПУ призвело до нерішучості повсталих. Голова Казимської ради П. Спирідонов, який таємно підтримував повсталих, наказав хантами розійтися по своїм урманам.
У лютому-березні 1934 року в Казимському і Полноватському тубільських радах було заарештовано від 83 до 90 осіб. Короткий бій між хантами і опергрупою ОГПУ відбувся лише одного разу: Г. Сенгепов (нащадком казимських князів) зі своєю дружиною затіяли перестрілку з каральним загоном, в результаті чого загинули самі і застрелили 3 бійців опергрупи.
13 березня 1934 року було прийнято постанову бюро Остяк-Вогульського окружкому ВКП(б) «Про ліквідацію контрреволюційного куркульського повстання на Казимі». Під час слідства з невідомих причин помер один з лідерів повстання І. Єрнихов. З 25 червня до 25 липня виносилися рішення стосовно лідерів та активістів повстання. Загалом висунуто 52 звинувачення: 33 — казимським хантам, 14 — полноватським хантам, 5 — ненцям. 11 осіб були засуджені до розстрілу, 3 виправдані, решта отримали різні терміни тюремного ув'язнення.
29 грудня 1993 року прокуратура Тюменської області розглянула справу про Казимске повстання 1933–1934 років, проте в реабілітації 49 його учасникам було відмовлено.